# Koszmosz–1900
A Koszmosz–1900 (cirill betűkkel: Космос–1900) a szovjet Legenda globális tengeri felderítő és célmegjelölő rendszer 1967–1988 között indított, USZ–A típusú aktív radarfelderítő műholdjainak egyike volt.

## Küldetés
A szovjet Legenda (oroszul: Легенда) tengeri felderítő rendszerhez készült USZ–A típusú, aktív radarberendezéssel felszerelt felderítő műhold. A műholdba a BESZ–5 Buk nukleáris termoelektromos generátort építették. Célja a hadihajók (polgári hajók) mozgásának figyelemmel kísérése. A Koszmosz–1860 programját folytatta.

## Jellemzői
1987. december 12-én a Bajkonuri űrrepülőtér indítóállomásról egy Ciklon-2A hordozórakétával juttatták Föld körüli, közeli körpályára. Az orbitális egység pályája 89,7 perces, 64,9 fokos hajlásszögű, elliptikus pálya-perigeuma 256 kilométer, apogeuma 269 kilométer volt. Hasznos tömege 3800 kilogramm. Az űregység orbitális pályáját 7 alkalommal korrigálták (utoljára 2011-ben), biztosítva a közel körpályás haladási magasságot. Felépítése hengeres, átmérője 1.3 méter, magassága 10 méter. A sorozat felépítését, szerkezetét, alapvető fedélzeti rendszereit tekintve egységesített, szabványosított űreszköz.
1996. augusztus 23-án az orbitális egység pályáját 99,14 perces, 65,08 fokos hajlásszögű, elliptikus pálya-perigeumát 697 kilométer, apogeumát 738 kilométerre emelték.
A rendszer működése során kapcsolati probléma merült fel. A műhold pályakorrekciós vezérlés hiányában a földi gravitáció következtében egyre süllyedt. Az automatikai (biztonsági) rendszer képes volt az urántartályt magasabb pályára lőni, nem következhetett be légköri szennyeződés. Nemzetközi szerződésekben (a balesetek elkerülése érdekében) rögzítették, hogy ilyen típusú műholdakat 1988-tól nem szabad alkalmazni.
Szolgálati idejének vége ismeretlen.